# Bistum Xiangyang
Das Bistum Xiangyang (lateinisch Dioecesis Siamiamensis) ist ein römisch-katholisches Bistum mit Sitz in Xiangyang in der Volksrepublik China.

## Geschichte
Papst Pius XI. gründete die Apostolische Präfektur Siangyang mit der Bulle Sollicito studio am 25. Mai 1936 aus Gebietsabtretungen des Apostolischen Vikariats Laohekou.
Mit der Apostolischen Konstitution Nihil refugit wurde sie am 10. Mai 1951 zum Bistum erhoben.

## Ordinarius

### Apostolischer Präfekt von Siangyang
- Francis Yi Xuan-hua (25. Mai 1936 – 10. Mai 1951)

### Bischof von Xiangyang
- Francis Yi Xuan-hua (10. Mai 1951–1974)